# Amazarashi
amazarashi是一個創立於日本青森縣的日本搖滾樂團，目前所屬的唱片公司是日本索尼音樂娛樂旗下的Sony Music Associated Records。樂團名稱「amazarashi」是日語的羅馬拼音，為「曝身於雨中、任風雨摧殘、飽受風霜」之意。主唱秋田弘曾在一次訪談中提到樂團名稱的由來：「將平時的日常裡承受的悲傷與痛楚比喻作雨。儘管我們總是曝身於雨中，仍希望能把『即便如此』的不屈精神給唱出來。」樂團的核心成員為秋田弘與豐川真奈美二人。官方設立的粉絲俱樂部為「APOLOGIES」。

## 成員
- 秋田 弘（日语：秋田 ひろむ）（日语：／ Akita Hiromu）
主唱、吉他手、作詞作曲。青森縣上北郡橫濱町出身[4]。出道當時在陸奧市[5]居住與活動，後於2014年左右搬至青森市居住[6]。
接觸音樂的契機是在小學六年級時，當時覺得姐姐在聽的TM NETWORK很酷，所以買了TM NETWORK的CD收集；且因對小室哲哉抱有憧憬，所以在小學六年級時拿壓歲錢去買了電子琴[7][8]。之後加入了翻唱THE BLUE HEARTS歌曲的翻唱樂團[9]。受到了創作者真島昌利[2]和友川カズキ[2]，以及作家寺山修司[2]、太宰治[2]及宮澤賢治[10]等人的影響。秋田弘是野狐禅（樂團）主唱竹原ピストル的粉絲[6][11]，也欣賞THA BLUE HERB[12]、RHYMESTER[12]、小林勝行[12]、SHINGO☆西成[6]、鬼[13]等嘻哈創作者。與漫畫家阿部共實[14]、魚豊[15]互為粉絲，曾為前者的漫畫作品《月曜日の友達（星期一的朋友）》製作歌曲《月曜日（星期一）》[16]；為後者的漫畫作品《地。-關於地球的運動-》創作了歌曲《カシオピア係留所（仙后座停泊場）》[17]，同原創歌曲《1.0》展開雙邊的往復書簡計畫[15]。同時也是一名電玩愛好者，曾遊玩過《柏德之門系列》、《絕冬城之夜系列》[18]等電玩遊戲；以及橫尾太郎的電玩作品《誓血龍騎士》、《NieR Replicant》、《尼爾：自動人形》[19]，並與《尼爾：自動人形》合作推出歌曲《命にふさわしい（與生命無違）》[20][21]，後為動畫化作品《尼爾：自動人形Ver1.1a》第一季製作片尾曲《アンチノミー（二律背反）》[22]，另外也為LiSA的歌曲《ブラックボックス（黑盒子）》作詞作曲並作為《尼爾：自動人形Ver1.1a》第二季主題曲[23]。

- 豐川 真奈美（日语：豊川 真奈美）（日语：／ Toyokawa Manami）
鍵盤手。在部分歌曲中負責合聲。[24]主唱秋田弘曾如此誇讚過豐川的歌聲：「光是加入（豐川的）合聲，整首歌曲的感覺就變得更多彩。」「比我還要會唱歌。」[25][26]此外，在一次訪談中，主唱秋田弘曾針對歌曲《空に歌えば（當我對天高歌）》中豐川和聲的部分做出說明：「我們平時的演唱會都是由豐川負責全部的和聲。我認為我們的歌用男聲來和聲會比較自然，但因為我們兩個人一起才叫做amazarashi，所以我認為在演唱會上必須由豐川擔任和聲的角色。也因此，我最近覺得在製作音源的階段就直接請豐川來和音才會比較自然。只不過，男聲與女聲要融合得順耳是很困難的，所以在製作音源時的和音可能主要還是由我來進行，而如果是像這首歌一句搭著一句的演唱形式的話就能活用豐川的聲音了[27]。」

- 支援樂手

現場演出時，除主唱兼吉他手的秋田與鍵盤手的豐川2人外，通常還會加上吉他手、貝斯手與鼓手各1名，共5人編制進行演出。以下列出曾公開過的支援樂手名單。
出羽 良彰（日语：／ Dewa Yoshiaki）
負責吉他演奏、樂音編程與預錄音檔合奏（Programmer）、樂器演奏、編曲及音效製作。擔任樂團指揮（Bandmaster）及現場演奏時的支援吉他手。自《LIVE TOUR 2017「メッセージボトル（瓶中信）」》福岡市民會館公演後停止參與現場演出。
中村 武文（日语：／ Nakamura Takefumi）
擔任貝斯手。與秋田弘從高中時期就認識。
橋谷田 真（日语：／ Hashiyada Makoto）
擔任鼓手。參與了《Acoustic Live Tour「騒々しい無人 2024（人聲嘈雜的空無一人 2024）」》的演奏。
井手上 誠（日语：／ Ideue Makoto）
擔任吉他手。自《LIVE TOUR 2017「メッセージボトル（瓶中信）」》開始加入演奏。也參與了專輯《0.》、《0.6》與歌曲《空に歌えば（當我對天高歌）》的製作，負責了吉他音源的錄製。
鮎京 春輝（日语：／ Ayukyo Haruki）
擔任鍵盤手。自《amazarashi × Aimer Asia Tour 2018》開始加入演奏。
ミウラ ヒデアキ（日语： Miura Hideaki）
擔任吉他手。自《LIVE TOUR 2017「メッセージボトル（瓶中信）」》開始加入演奏。
山本 健太（日语：／ Yamamoto Kenta）
擔任鍵盤手。參與了《LIVE TOUR 2014「あんたへ（致你）」》的演奏。
木村 將之（日语：／ Kimura Masashi）
擔任低音提琴手。參與了《あまざらし プレミアムライブ 千分の一夜物語「スターライト」（amazarashi Premium LIVE 千分之一夜物語〈星光〉）》的演奏。
須磨 和聲（日语：／ Suma Wasei）
擔任小提琴手。參與了《あまざらし プレミアムライブ 千分の一夜物語「スターライト」（amazarashi Premium LIVE 千分之一夜物語〈星光〉）》的演奏。
矢野 小百合（日语：／ Yano Sayuri）
擔任小提琴手。參與了《あまざらし プレミアムライブ 千分の一夜物語「スターライト」（amazarashi Premium LIVE 千分之一夜物語〈星光〉）》首場公演的演奏。
須原 杏（日语：／ Suhara Anzu）
擔任小提琴手。參與了《あまざらし プレミアムライブ 千分の一夜物語「スターライト」（amazarashi Premium LIVE 千分之一夜物語〈星光〉）》追加公演的演奏。
村田 泰子（日语：／ Murata Yasuko）
擔任中提琴手。參與了《あまざらし プレミアムライブ 千分の一夜物語「スターライト」（amazarashi Premium LIVE 千分之一夜物語〈星光〉）》的演奏。
越川 和音（日语：／ Koshikawa Kazune）
擔任大提琴手。參與了《あまざらし プレミアムライブ 千分の一夜物語「スターライト」（amazarashi Premium LIVE 千分之一夜物語〈星光〉）》的演奏。

## 經歷

### 2007年 - 2009年: STAR ISSUE、あまざらし時期
2007年
- 1月，組成樂團「STAR ISSUE」。該樂團名稱的涵義為：「想要像雜誌、報紙一樣，將希望之光般的歌曲定期發表出來[44]。」
- 5月26日，在青森縣舉辦的業餘樂團現場表演活動「グルコン Vol.17 青森 ～Joker Style Summit～」中獲頒樂蘭獎[44]。

※此後，樂團名稱更名為「あまざらし」（以平假名書寫的amazarashi）。2008年，當時經紀公司Rainbow Entertainment的A&R部門人員為了旗下藝人的宣傳活動而造訪了青森縣的FM廣播電台；電台節目播放當地獨立樂團的音源時，あまざらし（amazarashi）的歌曲受到該經紀公司人員青睞，最終雙方完成了簽約。此外，考慮到主唱秋田弘較不擅長處理人際關係，且主唱秋田弘希望聽眾將注意力集中在歌詞的世界觀上，因此採取了不公開長相的方式進行音樂活動；除了在CD封面設計上展現出歌詞世界觀外，也會在CD中附上詩集作品，並以網路平台作為主要的宣傳管道。
2009年
- 2月18日，於青森縣內的CD店鋪限定發行迷你專輯《光、再考（光，重新思考）》，並以獨立樂團身分出道[46]。
- 6月24日，歌曲《闇の中 ～ゆきてかへらぬ～（黑暗之中～有去無回～）》收錄於電影《蟹工船》的靈感專輯（Inspire album）《反撃。～映画「蟹工船」インスパイア・アルバム～》中[47]。

- 12月9日，發行迷你專輯《0.》，限定500張於在青森縣內CD店鋪販售，除了附有詩集外，每張專輯上都有序號[48]。本作發行以後，YKBX（横部正樹）擔任樂團藝術總監操刀作品設計[49]，並根據樂團名稱的意境設計出了一個晴天娃娃的角色「amazarashiくん（amazarashi君）」作為樂團吉祥物[5][50]。

### 2010年 - 2011年: 《0.6》 - 《千年幸福論》
2010年
- 2月10日，樂團名稱的文字標示從「あまざらし」更改為「amazarashi」，並在迷你專輯《0.》中添加一彩蛋音軌（Bonus Track）發行了全國流通盤《0.6》[51][52]。
- 4月29日，宣布轉入日本索尼音樂娛樂旗下的Sony Music Associated Records，後於6月9日發行首張迷你專輯《爆弾の作り方（炸彈的作法）》，正式實現主流出道[53]。
- 11月24日，發行主流出道後的第2張迷你專輯《ワンルーム叙事詩（單人房敘事詩）》[54]。

2011年
- 1月8日，TBS電視劇《Heaven's Flower The Legend of ARCANA》主題曲採用了amazarashi的歌曲《アノミー（失序）》[55][56][57]。
- 1月19日，發行合輯《36.5℃》。其中收錄了收錄於迷你專輯《爆弾の作り方（炸彈的作法）》中的歌曲《無題》[58]。
- 3月16日，發行主流出道後的第3張迷你專輯《アノミー（失序）》[59]。
- 6月17日，以「amazarashi」名義於澀谷WWW舉辦首場演唱會《amazarashi 1st LIVE「この街で生きている（生活在這座城鎮之中）」》[60][61]。

※由於主唱秋田弘最想要傳達的是音樂中蘊含的訊息，因此在本次演出時，舞台前方布置了巨大的纱幕用於投影畫面，樂團則在紗幕後方以不現身的模式進行演奏，該表演風格就這麼延續至今。
- 11月16日，發行首張由全新曲目構成的正規專輯《千年幸福論》[63][64]。

### 2012年: 《ラブソング（情歌）》
2012年
- 1月28日，於澀谷公會堂舉辦專場《amazarashi LIVE「千年幸福論」》[65]。
- 3月11日，為前一年東日本大震災發生後的2011年3月16日公開的詩作[66]作曲並以「祈り（祈禱）」作為歌曲標題發表在官方網站上[67]。
- 3月16日，宣布將於6月30日至7月8日在三個城市舉辦三場amazarashi的首次巡演《amazarashi LIVE TOUR 2012「ごめんなさい ちゃんといえるかな（對不起 能好好說出來嗎）」》[68]。
- 6月13日，發行主流出道後的第4張迷你專輯《ラブソング（情歌）》[69]。
- 11月14日，官方手機網站「APOLOGIES」正式啟用，同時該網站也開設了主唱秋田弘的部落格[3]。
- 11月28日，發行首張影像作品《0.7》DVD。本作收錄了巡演《ごめんなさい ちゃんといえるかな（對不起 能好好說出來嗎）》Zepp DiverCity場次的表演畫面[70]。
- 11月30日，再度於澀谷公會堂舉辦專場《amazarashi LIVE「0.7」》[71]。本次專場在會場後方也設置了音響，以環繞音效的形式演出[72]。
- 12月3日，於文化網站「型破リヰナ（页面存档备份，存于）」開始連載秋田弘的專欄「ゲーム、再考（遊戲，重新思考）」。

### 2013年 - 2014年: 《ねえママ あなたの言うとおり（吶 媽媽 妳說得對）》 - 《夕日信仰ヒガシズム（夕陽信仰夕陽西沉）》
2013年
- 4月10日，發行主流出道後的第5張迷你專輯《ねえママ あなたの言うとおり（吶 媽媽 妳說得對）》[73]。同時宣布該專輯中的單曲《ジュブナイル（青春）》先行於iTunes Store及RecoChoku上架[74]。
- 5月31日 - 6月9日，舉辦巡演《amazarashi TOUR 2013「ねぇママ あなたの言うとおり（吶 媽媽 妳說得對）」》[75]。
- 8月16日，參加「RISING SUN ROCK FESTIVAL 2013 in EZO」的演出[76]，這也是他們以amazarashi名義首次參加的音樂祭活動[77]。
- 8月28日，中島美嘉發行單曲《僕が死のうと思ったのは（曾經我也想過一了百了）》，同名標題曲是秋田弘首度以「樂曲提供」的模式為他人而寫的創作。此外，該專輯的B面曲（收錄曲）《Today》亦為秋田弘作詞作曲。本次樂曲提供是基於中島美嘉的委託而實現[78]。
- 9月30日，首度以同台演出的形式，與TK from 凛として時雨於LIQUIDROOM ebisu 合辦公演《LIQUIDROOM 9th ANNIVERSARY presents "UNDER THE INFLUENCE"》[79]。
- 11月20日，發行主流出道後的第6張迷你專輯《あんたへ（致你）》[80]。

2014年
- 1月6日，豐川因身體狀況不佳宣布暫停活動[81]。
- 1月11日 - 2月8日，舉辦巡演《amazarashi LIVE TOUR 2014「あんたへ（致你）」》[82][83][84]。因豐川暫停活動，於是邀請オトナモード（otonamode）的前成員山本健太支援鍵盤的演出[85]，包含追加公演在內共完成了6場的公演[86]。
- 3月26日，發行MV集《anthology 1386》的DVD與BD[87]。
- 5月23日，以獨立樂團時期的あまざらし名義宣布將於9月9日舉辦特別演唱會（Special Live）；與本公演同步進行的原創小說《スターライト（星光）》開始於官方網站連載[88]。
- 9月9日，舉辦專場《あまざらし プレミアムライブ 千分の一夜物語「スターライト」（amazarashi Premium LIVE 千分之一夜物語〈星光〉」）》[89][90]；休養中的豐川也自本次公演復出。公演結束後公開新歌《スターライト（星光）》的歌詞MV[89]。
- 10月29日，發行第2張正規專輯《夕日信仰ヒガシズム（夕陽信仰夕陽西沉）》[91]。
- 11月1日 - 12月24日，舉辦巡演《amazarashi LIVE TOUR「夕日信仰ヒガシズム（夕陽信仰夕陽西沉）」》。包含追加公演在內共完成了8場公演[92][93][94]。

### 2015年 - 2016年: 《世界收束二一一六》
2015年
- 2月18日，發行首張單曲《季節は次々死んでいく（季節接連逝去）》，同名標題曲被採用為動畫《東京喰種√A》的片尾曲[95]。
- 3月28日，與日本樂團envy、TURTLE ISLAND、猴子把戲等樂團一同参加台灣的「T-Fest 2015 明日音樂祭」，本場次為amazarashi的首次海外公演[96]。
- 5月13日，發行首張Acoustic原音（不插電）專輯《あまざらし 千分の一夜物語 スターライト（amazarashi 千分之一夜物語 星光）》[97][98]。
- 6月9日，為慶祝主流出道5週年，當天舉辦僅限官方手機網站「APOLOGIES」會員共400名參加的第1輪紀念演唱會[99]《amazarashi 5th anniversary live「APOLOGIES」》[100]。8月16日舉辦第2輪紀念演唱會《amazarashi 5th anniversary live 3D edition》，並於該場次首次嘗試使用3D影像投影進行演出[101]。
- 8月19日，發行第2張單曲《スピードと摩擦（速度與摩擦）》[102]。
- 10月22日，自2013年以來第2次以同台演出的形式與YEN TOWN BAND、Lily Chou-Chou及flower in the vasement一同參加了由JAPAN FM LEAGUE主辦的演唱會活動「JFL presents LIVE FOR THE NEXT supported by ELECOM」的Zepp Tokyo公演場次[103][104]。
- 12月29日，參加「COUNTDOWN JAPAN 15/16」的演出，表演舞台是GALAXY STAGE[105]。

2016年
- 1月17日起，5週年紀念演唱會第3輪，舉辦巡演《amazarashi 5th anniversary Live Tour 2016「世界分岐二〇一六」》，包含追加公演在內共完成了8場的公演。[106]。
- 2月19日，以「amazarashi 秋田弘」的名義向文藝春秋所刊行介紹小說的電子雜誌《別冊文藝春秋》2016年3月刊投稿未公開過的5篇詩作與1篇散文[107]，並被刊載於卷頭[108]。其中之一的作品《青森唱歌》於Music.jp免費公開[109]。科幻小說家宮內悠介評價其作品：「該作充分展現出『青森』此一自我身分認同，但卻不會給人一種黏膩拖沓的感覺。是部很有格調的作品。」「讓我聯想到當年町田康先生的出現[110]。」
- 2月24日，發行第3張正規專輯《世界収束二一一六（世界收束二一一六）》[111]。
- 同日，中島美嘉發行致敬專輯《MIKA NAKASHIMA TRIBUTE》；其中收錄了秋田弘以自彈自唱形式翻唱的《僕が死のうと思ったのは（曾經我也想過一了百了）》音源[112]。
- 6月22日，發行影像作品《amazarashi Live Tour 2016 世界分岐二〇一六》[113]。
- 10月12日，發行主流出道後的第7張迷你專輯《虚無病（虛無病）》[114]。
- 10月15日，舉辦專場《amazarashi LIVE 360°「虚無病（虛無病）」》[115]。
- 12月28日，參加「COUNTDOWN JAPAN 16/17」的演出，表演舞台是GALAXY STAGE[116]。

### 2017年 - 2018年: 《メッセージボトル（瓶中信）》 - 《地方都市のメメント・モリ（地方城市的死亡預警）》
2017年
- 2月22日，發行第3張單曲《命にふさわしい（與生命無違）》，同名標題曲為電玩《尼爾：自動人形》的合作曲[117]。
- 3月26日 - 10月19日，舉辦巡演《amazarashi Live Tour 2017「メッセージボトル（瓶中信）」》；本次巡演也有在家鄉青森舉辦首次的凱旋公演[118][119]。
- 3月29日，發行首張精選輯《メッセージボトル（瓶中信）》。本專輯中的新歌《ヒーロー（英雄）》被採用作為同年1月7日起播放的東京電視台深夜電視劇《銀と金（銀與金）》的主題曲；此外，在限定盤中還收錄了以「あまざらし」名義發行的迷你專輯《光、再考（光，重新思考）》[120]。
- 同日，亞細亞功夫世代發行致敬專輯《AKG TRIBUTE》；其中收錄了由amazarashi翻唱的《夏の日、残像（夏日，殘影）》[121]。
- 6月21日，發行影像作品《amazarashi 360° LIVE「虚無病（虛無病）」》[122]。
- 8月19日，參加「SUMMER SONIC 2017」的演出，表演舞台是RAINBOW STAGE[123]。
- 9月6日，發行第4張單曲《空に歌えば（當我對天高歌）》[124]。
- 12月6日、7日，首次舉辦秋田弘的自彈自唱專場《amazarashi 秋田ひろむ 弾き語りライブ 理論武装解除（amazarashi 秋田弘 自彈自唱演唱會 卸下理論武裝）》[125]。
- 12月13日，發行第4張正規專輯《地方都市のメメント・モリ（地方城市的死亡預警）》[126]。
- 12月28日，參加「COUNTDOWN JAPAN 17/18」的演出，表演舞台是COSMO STAGE[127]。

2018年
- 3月3日 - 4月5日，amazarashi與Aimer共同舉辦巡演《amazarashi × Aimer Asia Tour 2018》，於亞洲四座城市演出[128]。
- 3月12日，發行數位限定單曲《月曜日（星期一）》。該歌曲是與漫畫家阿部共實的漫畫《（星期一的朋友）》的合作曲[129]。
- 3月21日，菅田将暉的首張專輯《PLAY》正式發售。其中收錄了由秋田弘作詞作曲的歌曲《スプリンター（跑者）》[130]。
- 4月20日 - 6月22日，舉辦巡演《amazarashi Live Tour 2018「地方都市のメメント・モリ（地方城市的死亡預警）」》[131]。
- 6月21日，發行影像作品《amazarashi LIVE「理論武装解除（卸下理論武裝）」》[132]。
- 8月21日，菅田将暉發行新單曲《ロングホープ・フィリア（至摯友，願希望與共）》，同名標題曲為秋田弘所提供之樂曲[133]。
- 11月7日，發行第5張單曲《リビングデッド（行屍走肉）》[134]。
- 11月16日，amazarashi首次在日本武道館舉辦演唱會《朗読演奏実験空間 新言語秩序（朗讀演奏實驗空間 新言語秩序）》[135]。
- 12月30日，參加「COUNTDOWN JAPAN 18/19」的演出，表演舞台是COSMO STAGE[136]。

### 2019年 - 2020年: 《ボイコット（杯葛BOYCOTT）》
2019年
- 2月13日，發行第6張單曲《さよならごっこ（假裝道別）》[137]。
- 3月27日，發行影像作品《amazarashi LIVE 朗読演奏実験空間 新言語秩序（朗讀演奏實驗空間 新言語秩序）》[138]。
- 4月29日 - 7月10日，舉辦巡演《amazarashi Live Tour 2019「未来になれなかった全ての夜に（所有沒能成為未來的夜晚） 」》[139]。
- 6月14日，以同台演出的形式參加愛繆的巡演《AIMYON vs TOUR 2019 “ラブコール（Love call）”》的Zepp Tokyo公演場次[140]。
- 7月10日，菅田將暉發行第二張專輯《LOVE》，其中收錄了由秋田弘作詞作曲的歌曲《ロングホープ・フィリア（至摯友，願希望與共）》[141]。
- 10月12日 - 11月2日，於上海與台北舉辦專場《amazarashi Live Tour 2019 in Shanghai & Taipei》[142]。
- 11月20日，發行數位限定單曲《未来になれなかったあの夜に（那個沒能成為未來的夜晚）》，MV由橫濱流星、杉野遙亮、泉澤祐希、柄本時生等人出演[143]。
- 11月27日，發行巡演影像作品《amazarashi Live Tour 2019「未来になれなかった全ての夜に（所有沒能成為未來的夜晚）」》[143][144]。
- 12月29日，參加「COUNTDOWN JAPAN 19/20」的演出，表演舞台是COSMO STAGE[145]。

2020年
- 3月11日，發行第5張正規專輯《ボイコット（杯葛BOYCOTT）》[146]，在Oricon專輯週榜上創下amazarashi有史以來最高第2名的紀錄[147]。
- 4月28日 - 5月24日，原計畫舉辦首次音樂廳巡演《amazarashi Live Tour 2020「ボイコット（杯葛BOYCOTT）」》，但因COVID-19疫情影響，被迫延期本次所有公演[148]。之後宣布延至9月28日-12月17日舉辦，但最終考慮到疫情仍未趨緩，不得不再次宣布延期[149]。
- 6月9日，將2018年11月於日本武道館舉辦的專場《朗読演奏実験空間 新言語秩序（朗讀演奏實驗空間 新言語秩序）》的演出影像於YouTube限期公開。該影片直播結束後，另外發布了3部秋田弘在自家自彈自唱的影片，其中包含為此計畫特別創作出的歌曲《令和二年》[150]。
- 12月12日，於「新體感LIVE CONNECT」平台舉辦amazarashi首場線上演唱會《amazarashi Online Live 末法独唱 雨天決行》[151]。
- 12月16日，發行迷你專輯（EP）《令和二年，雨天決行》[152]。

### 2021年 - 2022年: 《七号線ロストボーイズ（七號線Lost Boys）》
2021年
- 4月7日，為紀念出道十週年，舉辦官方粉絲俱樂部「APOLOGIES」會員限定演唱會《amazarashi 10th anniversary live「APOLOGIES 雨天決行」》。透過FanStream平台進行無觀眾直播[153]（留檔期間：4月8日19:00 - 4月12日00:59）。
- 9月2日 - 12月4日，歷經兩次延期後，終於成功舉辦音樂廳巡演《amazarashi Live Tour 2020「ボイコット（杯葛BOYCOTT）」》，包含追加公演在內共完成了10場的公演[154]。
- 11月17日，發行第７張單曲《境界線》[155]。

2022年
- 1月13日，在TBS節目《櫻井·有吉THE夜會》上，演員橫濱流星提到amazarashi是他推薦的音樂創作者[156]。
- 3月23日，與漫畫家魚豊的作品《地。-關於地球的運動-》展開合作企劃《往復書簡プロジェクト『共通言語』（往復書簡計畫「共同的語言」）》[157][158]。
- 3月30日，公開了魚豊以專輯《七号線ロストボーイズ（七號線Lost Boys）》中的收錄曲《1.0》為題而創作出的插畫作品。同日，推出一部以活字印刷的風格呈現的MV[159]。
- 4月13日，發行第6張正規專輯《七号線ロストボーイズ（七號線Lost Boys）》[160][161]。
- 5月3日 - 6月26日，舉辦巡演《amazarashi Live Tour 2022 「ロストボーイズ（Lost Boys）」》[162]。6月4日，因主唱秋田弘身體狀況不佳，宣布原定6月舉辦的4場公演延期至10月與11月[163][164]。
- 12月30日，參加「COUNTDOWN JAPAN 22/23」的演出，表演舞台是GALAXY STAGE[165]。

### 2023年 - 2025年: 《永遠市》
2023年
- 2月22日，發行第8張單曲《アンチノミー（二律背反）》[166]，同名標題曲被採用作為動畫《尼爾：自動人形Ver1.1a》的片尾曲[167][168]。
- 4月26日，發行與電影《ヴィレッジ（夜霧村莊）》合作的數位限定單曲《スワイプ（滑動）》[169]並推出該歌曲的MV[170]。
- 6月8日，睽違5年半，舉辦有觀眾的自彈自唱演唱會《amazarashi Acoustic Live「騒々しい無人（人聲嘈雜的空無一人）」》[171]。
- 7月5日，發行巡演影像作品《amazarashi LIVE TOUR 2022 ロストボーイズ（Lost Boys）》[172]。
- 10月25日，發行第7張正規專輯《永遠市》[173]。同日，發表了amazarashi、vaultroom、k4sen三方合作的周邊商品。專輯《永遠市》中的收錄曲《ディザスター（災厄）》是秋田弘依照k4sen的形象創作出的歌曲[174][175]。
- 11月1日 - 12月11日，舉辦巡演《amazarashi Live Tour 2023「永遠市」》，包含追加公演在內共完成了7場的公演[176]。
- 12月15日，宣布官方粉絲俱樂部「APOLOGIES」開始多語言服務，在顯示語言中加入了英語、韓語、繁體中文的選項，同時開放日本以外地區的人加入該粉絲俱樂部[177]。
- 12月29日，參加「COUNTDOWN JAPAN 23/24」的演出，表演舞台是GALAXY STAGE[178]。

2024年
- 3月2日 - 3月17日，舉辦睽違五年的亞洲巡演《amazarashi Asia Tour 2024「永遠市 -Eternal City-」》，先後於台北、上海、首爾三座城市演出[179]。

- 6月19日，發行巡演影像作品《amazarashi Live Tour 永遠市》[180]。
- 8月21日，LiSA 發行第22張單曲《ブラックボックス（黑盒子）》，由秋田弘作詞作曲的同名標題曲被採用作為《尼爾：自動人形Ver1.1a》第二季主題曲，同時這也是amazarashi與《尼爾：自動人形》系列合作的第3首歌曲[181][182][183]。
- 10月1日 - 11月12日，舉辦自彈自唱巡演《amazarashi Acoustic Live「騒々しい無人 2024（人聲嘈雜的空無一人 2024）」》[184][185]。11月12日，最終場東京公演表演結束時，宣布將首次於橫濱體育館舉辦演唱會《電脳演奏監視空間 「ゴースト」（電腦演奏監視空間〈Ghost〉）》。同日，公開新歌《君のベストライフ（你的最佳人生）》的MV[186][187]。
- 11月13日，發行數位限定單曲《君のベストライフ（你的最佳人生）》[188]。
- 12月30日，參加「COUNTDOWN JAPAN 24/25」的演出，表演舞台是GALAXY STAGE[189]。

### 2025年 - 現在: 《ゴースト（Ghost）》
2025年
- 1月5日，動畫《青之驅魔師 終夜篇》的主題曲《痛覚（痛覺）》數位發行[190]。
- 2月5日，發行第9張單曲《痛覚（痛覺）》。完全生產限定盤中收錄了演唱會《amazarashi Acoustic Live「騒々しい無人 2024（人聲嘈雜的空無一人 2024）」》的表演畫面[190]。
- 4月9日，發行第8張正規專輯《ゴースト（Ghost）》[191]。
- 4月29日，首次於橫濱體育館舉辦演唱會《電脳演奏監視空間 「ゴースト」（電腦演奏監視空間〈Ghost〉）》[192]。
- 6月29日，影視作品《電脳演奏監視空間 「ゴースト」（電腦演奏監視空間〈Ghost〉）》於CS朝視頻道1上獨家播放[193]。

## 作品

### 單曲
|     | 發行           | 標題                                  | 規格                           | 規格產品編號    | 最高排名 | 收錄專輯                                        |
| --- | -------------- | ------------------------------------- | ------------------------------ | --------------- | -------- | ----------------------------------------------- |
| 1st | 2015年2月18日  | 季節は次々死んでいく （季節接連逝去） | CD+DVD（初回盤）               | AICL-2819～20   | 第11名   | 世界収束二一一六 （世界收束二一一六）           |
| 1st | 2015年2月18日  | 季節は次々死んでいく （季節接連逝去） | CD（通常盤）                   | AICL-2821       | 第11名   | 世界収束二一一六 （世界收束二一一六）           |
| 1st | 2015年2月18日  | 季節は次々死んでいく （季節接連逝去） | CD（期間生產限定盤）           | AICL-2822       | 第11名   | 世界収束二一一六 （世界收束二一一六）           |
| 2nd | 2015年8月19日  | スピードと摩擦 （速度與摩擦）         | CD+DVD（初回盤）               | AICL-2930～31   | 第14名   | 世界収束二一一六 （世界收束二一一六）           |
| 2nd | 2015年8月19日  | スピードと摩擦 （速度與摩擦）         | CD（通常盤）                   | AICL-2932       | 第14名   | 世界収束二一一六 （世界收束二一一六）           |
| 2nd | 2015年8月19日  | スピードと摩擦 （速度與摩擦）         | CD+下載序號（期間生產限定盤）  | AICL-2975～76   | 第14名   | 世界収束二一一六 （世界收束二一一六）           |
| 3rd | 2017年2月22日  | 命にふさわしい （與生命無違）         | CD+DVD+DL（初回盤）            | AICL-3275～3278 | 第5名    | 地方都市のメメント・モリ （地方城市的死亡預警） |
| 3rd | 2017年2月22日  | 命にふさわしい （與生命無違）         | CD（通常盤）                   | AICL-3279       | 第5名    | 地方都市のメメント・モリ （地方城市的死亡預警） |
| 4th | 2017年9月6日   | 空に歌えば （當我對天高歌）           | CD＋DVD+矽膠手環(A)（初回盤A） | AICL-3405       | 第13名   | 地方都市のメメント・モリ （地方城市的死亡預警） |
| 4th | 2017年9月6日   | 空に歌えば （當我對天高歌）           | CD+矽膠手環(B)（初回盤B）      | AICL-3408       | 第13名   | 地方都市のメメント・モリ （地方城市的死亡預警） |
| 4th | 2017年9月6日   | 空に歌えば （當我對天高歌）           | CD（通常盤）                   | AICL-3410       | 第13名   | 地方都市のメメント・モリ （地方城市的死亡預警） |
| 5th | 2018年11月7日  | リビングデッド （行屍走肉）           | CD+GOODS（初回盤）             | AICL-3590～3591 | 第9名    | ボイコット （杯葛BOYCOTT）                      |
| 5th | 2018年11月7日  | リビングデッド （行屍走肉）           | CD（通常盤）                   | AICL-3592       | 第9名    | ボイコット （杯葛BOYCOTT）                      |
| 6th | 2019年2月13日  | さよならごっこ （假裝道別）           | CD+DVD（初回盤）               | AICL-3630～3631 | 第9名    | ボイコット （杯葛BOYCOTT）                      |
| 6th | 2019年2月13日  | さよならごっこ （假裝道別）           | CD（通常盤）                   | AICL-3632       | 第9名    | ボイコット （杯葛BOYCOTT）                      |
| 6th | 2019年2月13日  | さよならごっこ （假裝道別）           | CD（期間生產限定盤）           | AICL-3633       | 第9名    | ボイコット （杯葛BOYCOTT）                      |
| 7th | 2021年11月17日 | 境界線                                | CD+BD（完全生產限定盤）        | AICL-4136～4137 | 第10名   | 七号線ロストボーイズ （七號線Lost Boys）        |
| 7th | 2021年11月17日 | 境界線                                | CD+DVD（期間生產限定盤）       | AICL-4138-4139  | 第10名   | 七号線ロストボーイズ （七號線Lost Boys）        |
| 8th | 2023年2月22日  | アンチノミー （二律背反）             | CD+BD（初回生產限定盤）        | AICL-4336～4337 | 第10名   | 永遠市                                          |
| 8th | 2023年2月22日  | アンチノミー （二律背反）             | CD（通常盤）                   | AICL-4338       | 第10名   | 永遠市                                          |
| 9th | 2025年2月5日   | 痛覚 （痛覺）                         | 2CD+BD（完全生產限定盤）       | AICL-4712～4714 | 第9名    | ゴースト （Ghost）                              |
| 9th | 2025年2月5日   | 痛覚 （痛覺）                         | CD+BD（期間生產限定盤）        | AICL-4715～4716 | 第9名    | ゴースト （Ghost）                              |

#### 數位限定單曲
|                      | 發行           | 標題                                                 | 規格     | 收錄專輯                                       |
| -------------------- | -------------- | ---------------------------------------------------- | -------- | ---------------------------------------------- |
| 1st                  | 2017年10月20日 | フィロソフィー（哲學）                               | 數位下載 | 地方都市のメメント・モリ（地方城市的死亡預警） |
| 2nd                  | 2018年3月12日  | 月曜日（星期一）                                     | 數位下載 | ボイコット（杯葛BOYCOTT）                      |
| 3rd                  | 2019年11月20日 | 未来になれなかったあの夜に（那個沒能成為未來的夜晚） | 數位下載 | ボイコット（杯葛BOYCOTT）                      |
| 4th                  | 2022年1月14日  | 境界線 (Naeleck Remix) - Sakura Chill Beats Singles  | 數位下載 | 未收錄                                         |
| 5th                  | 2022年6月30日  | カシオピア係留所（仙后座停泊場）                     | 數位下載 | 永遠市                                         |
| 6th                  | 2023年4月26日  | スワイプ（滑動）                                     | 數位下載 | 永遠市                                         |
| 7th                  | 2024年11月13日 | 君のベストライフ（你的最佳人生）                     | 數位下載 | ゴースト（Ghost）                              |
| THE FIRST TAKE MUSIC |                |                                                      |          |                                                |
|                      | 2021年11月16日 | ロングホープ・フィリア（至摯友，願希望與共）         | 數位下載 | 未收錄                                         |
|                      | 2021年11月16日 | 季節は次々死んでいく（季節接連逝去）                 | 數位下載 | 未收錄                                         |

#### 數位限定EP
|     | 發行           | 標題                                                  | 規格     | 備註                      |
| --- | -------------- | ----------------------------------------------------- | -------- | ------------------------- |
| 1st | 2019年11月27日 | amazarashi Live at Spotify on Stage in MIDNIGHT SONIC | 數位下載 | 2019年8月16日的演唱會音源 |

### 專輯

#### 正規專輯
|     | 發行           | 標題                                            | 規格                     | 規格產品編號 | 最高排名 |
| --- | -------------- | ----------------------------------------------- | ------------------------ | ------------ | -------- |
| 1st | 2011年11月16日 | 千年幸福論                                      | CD+DVD（初回盤）         | AICL-2319/20 | 第12名   |
| 1st | 2011年11月16日 | 千年幸福論                                      | CD                       | AICL-2321    | 第12名   |
| 2nd | 2014年10月29日 | 夕日信仰ヒガシズム （夕陽信仰夕陽西沉）         | CD+DVD（初回盤）         | AICL-2753/4  | 第12名   |
| 2nd | 2014年10月29日 | 夕日信仰ヒガシズム （夕陽信仰夕陽西沉）         | CD                       | AICL-2755    | 第12名   |
| 3rd | 2016年2月24日  | 世界収束二一一六 （世界收束二一一六）           | CD+DVD（初回盤A）        | AICL-3068/9  | 第4名    |
| 3rd | 2016年2月24日  | 世界収束二一一六 （世界收束二一一六）           | CD+模型（初回盤B）       | AICL-3071/2  | 第4名    |
| 3rd | 2016年2月24日  | 世界収束二一一六 （世界收束二一一六）           | CD                       | AICL-3070    | 第4名    |
| 4th | 2017年12月13日 | 地方都市のメメント・モリ （地方城市的死亡預警） | CD+DVD（初回盤A）        | AICL-3462/4  | 第6名    |
| 4th | 2017年12月13日 | 地方都市のメメント・モリ （地方城市的死亡預警） | 2CD+DVD（初回盤B）       | AICL-3465/7  | 第6名    |
| 4th | 2017年12月13日 | 地方都市のメメント・モリ （地方城市的死亡預警） | CD                       | AICL-3468    | 第6名    |
| 5th | 2020年3月11日  | ボイコット （杯葛BOYCOTT）                      | 2CD+BD（初回盤A）        | AICL-3850/3  | 第2名    |
| 5th | 2020年3月11日  | ボイコット （杯葛BOYCOTT）                      | 2CD+DVD（初回盤B）       | AICL-3854/7  | 第2名    |
| 5th | 2020年3月11日  | ボイコット （杯葛BOYCOTT）                      | CD                       | AICL-3858    | 第2名    |
| 6th | 2022年4月13日  | 七号線ロストボーイズ （七號線Lost Boys）        | CD+BD（完全生產限定盤）  | AICL-4204/6  | 第4名    |
| 6th | 2022年4月13日  | 七号線ロストボーイズ （七號線Lost Boys）        | CD+DVD（初回生產限定盤） | AICL-4207/9  | 第4名    |
| 6th | 2022年4月13日  | 七号線ロストボーイズ （七號線Lost Boys）        | CD                       | AICL-4210    | 第4名    |
| 7th | 2023年10月25日 | 永遠市                                          | CD+BD（完全生產限定盤）  | AICL-4463/5  | 第7名    |
| 7th | 2023年10月25日 | 永遠市                                          | CD+DVD（初回生產限定盤） | AICL-4466/7  | 第7名    |
| 7th | 2023年10月25日 | 永遠市                                          | CD                       | AICL-4468    | 第7名    |
| 8th | 2025年4月9日   | ゴースト （Ghost）                              | CD+BD（完全生產限定盤）  | AICL-4737/9  | 第6名    |
| 8th | 2025年4月9日   | ゴースト （Ghost）                              | CD+BD（初回生產限定盤）  | AICL-4740/1  | 第6名    |
| 8th | 2025年4月9日   | ゴースト （Ghost）                              | CD                       | AICL-4742    | 第6名    |

#### 迷你專輯
|     | 發行           | 標題                                            | 規格             | 規格產品編號 | 最高排名 |
| --- | -------------- | ----------------------------------------------- | ---------------- | ------------ | -------- |
| 1st | 2009年2月18日  | 光、再考（光，重新思考）                        | CD               | REP-017      |          |
| 2nd | 2009年12月9日  | 0.                                              | CD（限定盤）     | REP-026      |          |
| 2nd | 2010年2月10日  | 0.6                                             | CD（全國盤）     | REP-028      |          |
| 3rd | 2010年6月9日   | 爆弾の作り方（炸彈的作法）                      | CD               | AICL-2128    | 第76名   |
| 4th | 2010年11月24日 | ワンルーム叙事詩（單人房敘事詩）                | CD               | AICL-2195    | 第82名   |
| 5th | 2011年3月16日  | アノミー（失序）                                | CD               | AICL-2240    | 第41名   |
| 6th | 2012年6月13日  | ラブソング（情歌）                              | CD（初回盤）     | AICL-2380    | 第14名   |
| 6th | 2012年6月13日  | ラブソング（情歌）                              | CD               | AICL-2381    | 第14名   |
| 7th | 2013年4月10日  | ねえママ あなたの言うとおり（吶 媽媽 妳說得對） | CD+DVD（初回盤） | AICL-2527/8  | 第8名    |
| 7th | 2013年4月10日  | ねえママ あなたの言うとおり（吶 媽媽 妳說得對） | CD               | AICL-2529    | 第8名    |
| 8th | 2013年11月20日 | あんたへ（致你）                                | CD+DVD（初回盤） | AICL-2603/4  | 第11名   |
| 8th | 2013年11月20日 | あんたへ（致你）                                | CD               | AICL-2605    | 第11名   |
| 9th | 2016年10月12日 | 虚無病（虛無病）                                | CD+DVD（初回盤） | AICL-3175/7  | 第6名    |
| 9th | 2016年10月12日 | 虚無病（虛無病）                                | CD               | AICL-3178    | 第6名    |

#### EP
|     | 發行           | 標題               | 規格                      | 規格產品編號 | 最高排名 |
| --- | -------------- | ------------------ | ------------------------- | ------------ | -------- |
| 1st | 2020年12月16日 | 令和二年、雨天決行 | CD+DVD+貼紙套組（初回盤） | AICL-3990/2  | 第6名    |
| 1st | 2020年12月16日 | 令和二年、雨天決行 | CD                        | AICL-3993    | 第6名    |

#### 企劃專輯
| 發行          | 標題                                                                      | 規格             | 規格產品編號 | 最高排名 |
| ------------- | ------------------------------------------------------------------------- | ---------------- | ------------ | -------- |
| 2015年5月13日 | あまざらし 千分の一夜物語 スターライト （amazarashi 千分之一夜物語 星光） | CD+DVD（初回盤） | AICL-2867/8  | 第10名   |
| 2015年5月13日 | あまざらし 千分の一夜物語 スターライト （amazarashi 千分之一夜物語 星光） | CD               | AICL-2869    | 第10名   |

#### 精選輯
| 發行          | 標題                        | 規格                      | 規格產品編號 | 最高排名 |
| ------------- | --------------------------- | ------------------------- | ------------ | -------- |
| 2017年3月29日 | メッセージボトル （瓶中信） | 2CD（通常盤）             | AICL 3300/1  | 第3名    |
| 2017年3月29日 | メッセージボトル （瓶中信） | 3CD+DVD（初回盤）         | AICL 3295/9  | 第3名    |
| 2017年3月29日 | メッセージボトル （瓶中信） | 3CD+DVD（完全生產限定盤） | AICL 3302/6  | 第3名    |

### 影像作品
| 發行           | 標題                                                   | 規格                    | 規格產品編號 | 最高排名         |
| -------------- | ------------------------------------------------------ | ----------------------- | ------------ | ---------------- |
| 2012年11月28日 | 0.7                                                    | DVD+CD（初回盤）        | AIBL-9252/3  | 第10名           |
| 2012年11月28日 | 0.7                                                    | DVD                     | AIBL-9254    | 第10名           |
| 2014年3月26日  | anthology 1386                                         | DVD                     | AIBL-9300    | 第58名           |
| 2014年3月26日  | anthology 1386                                         | BD                      | AIXL-50      | 第54名           |
| 2015年5月13日  | あまざらし 千分の一夜物語 スターライト                 | DVD                     | AIBL-9321    | 第56名           |
| 2016年6月22日  | amazarashi Live Tour 2016 世界分岐二〇一六             | DVD（初回盤）           | AIBL-9361    | 第17名           |
| 2016年6月22日  | amazarashi Live Tour 2016 世界分岐二〇一六             | DVD                     | AIBL-9362    | 第17名           |
| 2016年6月22日  | amazarashi Live Tour 2016 世界分岐二〇一六             | BD（初回盤）            | AIXL-79      | 第23名           |
| 2016年6月22日  | amazarashi Live Tour 2016 世界分岐二〇一六             | BD                      | AIXL-80      | 第23名           |
| 2017年6月21日  | amazarashi 360° LIVE「虚無病」                         | DVD（初回盤）           | AIBL-9379    | 第20名           |
| 2017年6月21日  | amazarashi 360° LIVE「虚無病」                         | DVD                     | AIBL-9381    | 第20名           |
| 2017年6月21日  | amazarashi 360° LIVE「虚無病」                         | BD（初回盤）            | AIXL-83      | 第18名           |
| 2017年6月21日  | amazarashi 360° LIVE「虚無病」                         | BD                      | AIXL-84      | 第18名           |
| 2018年6月6日   | amazarashi LIVE「理論武装解除」                        | DVD（完全生產限定盤）   | AIBL-9403/7  | 第4名（DVD綜合） |
| 2018年6月6日   | amazarashi LIVE「理論武装解除」                        | DVD                     | AIBL-9408    | 第1名（音樂DVD） |
| 2018年6月6日   | amazarashi LIVE「理論武装解除」                        | BD（完全生產限定盤）    | AIXL-96/9    | 第6名（BD綜合）  |
| 2018年6月6日   | amazarashi LIVE「理論武装解除」                        | BD                      | AIXL-100     | 第2名（音樂BD）  |
| 2019年3月27日  | amazarashi LIVE「朗読演奏実験空間『新言語秩序』」      | DVD（完全生產限定盤）   | AIBL-9420/3  | 第4名            |
| 2019年3月27日  | amazarashi LIVE「朗読演奏実験空間『新言語秩序』」      | DVD                     | AIBL-9424    | 第4名            |
| 2019年3月27日  | amazarashi LIVE「朗読演奏実験空間『新言語秩序』」      | BD（完全生產限定盤）    | AIXL-110/3   | 第12名           |
| 2019年3月27日  | amazarashi LIVE「朗読演奏実験空間『新言語秩序』」      | BD                      | AIXL-114     | 第12名           |
| 2019年11月27日 | amazarashi Live Tour 2019 未来になれなかった全ての夜に | DVD                     | AIBL-9438    | 第7名            |
| 2019年11月27日 | amazarashi Live Tour 2019 未来になれなかった全ての夜に | DVD（完全生產限定盤）   | AIBL-9439/42 | 第7名            |
| 2019年11月27日 | amazarashi Live Tour 2019 未来になれなかった全ての夜に | BD                      | AIXL-126     | 第9名            |
| 2019年11月27日 | amazarashi Live Tour 2019 未来になれなかった全ての夜に | BD（完全生產限定盤）    | AIXL-127/30  | 第9名            |
| 2021年5月26日  | amazarashi Online Live 末法独唱 雨天決行               | DVD                     | AIBL-9466    | 第7名            |
| 2021年5月26日  | amazarashi Online Live 末法独唱 雨天決行               | DVD（完全生產限定盤）   | AIBL-9462/65 | 第7名            |
| 2021年5月26日  | amazarashi Online Live 末法独唱 雨天決行               | BD                      | AIXL-150     | 第18名           |
| 2021年5月26日  | amazarashi Online Live 末法独唱 雨天決行               | BD（完全生產限定盤）    | AIXL-146/49  | 第18名           |
| 2023年7月5日   | amazarashi LIVE TOUR 2022 ロストボーイズ               | DVD                     | AIBL-9490    | 第16名           |
| 2023年7月5日   | amazarashi LIVE TOUR 2022 ロストボーイズ               | BD+CD（完全生產限定盤） | AIXL-170/72  | 第4名            |
| 2023年7月5日   | amazarashi LIVE TOUR 2022 ロストボーイズ               | BD（通常盤）            | AIXL-173     | 第4名            |
| 2024年6月19日  | amazarashi Live Tour 2023 永遠市                       | DVD                     | AIBL-9499    | 第19名           |
| 2024年6月19日  | amazarashi Live Tour 2023 永遠市                       | BD（完全生產限定盤）    | AIXL-192/94  | 第6名            |
| 2024年6月19日  | amazarashi Live Tour 2023 永遠市                       | BD（通常盤）            | AIXL-195     | 第6名            |

### 參與作品
| 發行          | 標題                                                                      | 規格             | 規格產品編號 | 收錄曲                                                                                    |
| ------------- | ------------------------------------------------------------------------- | ---------------- | ------------ | ----------------------------------------------------------------------------------------- |
| 2009年6月24日 | 反撃。〜映画「蟹工船」インスパイア・アルバム〜                            | CD               | KSCL-1415    | 闇の中 〜ゆきてかへらぬ〜                                                                 |
| 2011年1月19日 | 36.5℃                                                                     | CD               | CRCP-40288   | 無題                                                                                      |
| 2015年3月25日 | 「東京喰種」オリジナル・サウンドトラック                                  | CD               | MJSA-1158/9  | 季節は次々死んでいく (TV edit)                                                            |
| 2016年2月24日 | MIKA NAKASHIMA TRIBUTE                                                    | CD               | AICL-3066    | 僕が死のうと思ったのは                                                                    |
| 2017年3月29日 | AKG TRIBUTE                                                               | CD               | KSCL-2896    | 夏の日、残像                                                                              |
| 2019年3月27日 | 東京喰種トーキョーグール AUTHENTIC SOUND CHRONICLE Compiled by Sui Ishida | CD+DVD（初回盤） | AICL-3680/1  | 季節は次々死んでいく / 季節は次々死んでいく acoustic Version. / 夏を待っていました / 無題 |
| 2019年3月27日 | 東京喰種トーキョーグール AUTHENTIC SOUND CHRONICLE Compiled by Sui Ishida | CD               | AICL-3682    | 季節は次々死んでいく / 季節は次々死んでいく acoustic Version. / 夏を待っていました / 無題 |
| 2019年8月14日 | TVアニメ どろろ 音楽集-魂の鼓動-                                          | CD（初回盤）     | AICL-3745/7  | さよならごっこ                                                                            |
| 2019年8月14日 | TVアニメ どろろ 音楽集-魂の鼓動-                                          | CD（初回盤）     | AICL-3748    | さよならごっこ                                                                            |

### 被翻唱歌曲
| 發售日         | 標題                                                              | 收錄曲                           |
| -------------- | ----------------------------------------------------------------- | -------------------------------- |
| 2014年11月5日  | 中島美嘉《DEARS》                                                 | 僕が死のうと思ったのは           |
| 2017年3月22日  | 中島美嘉《TOUGH》                                                 | 僕が死のうと思ったのは           |
| 2017年8月9日   | 中島美嘉《ROOTS ～Piano & Voice～》                               | ひろ                             |
| 2019年2月13日  | ジェジュン《JAEJOONG The Reunion in memory》                      | 僕が死のうと思ったのは           |
| 2019年12月4日  | KK《世の霧を抱きよせ》                                            | 季節は次々死んでいく             |
| 2019年6月4日   | Raon《僕が死のうと思ったのは》                                    | 僕が死のうと思ったのは           |
| 2020年2月19日  | 緑黄色社会《Shout Baby》                                          | 空に歌えば                       |
| 2020年2月26日  | ソンジェ from SUPERNOVA《男の花道～SUNGJE'S JAPANESE SONGBOOK～》 | ひろ                             |
| 2021年8月4日   | 藍井エイル《アトック》                                            | 僕が死のうと思ったのは           |
| 2021年7月14日  | 幸祜《ARARE LIVE》                                                | 未来になれなかったあの夜に       |
| 2022年3月30日  | 松下優也《うたふぇち 伝わりますか》                               | 僕が死のうと思ったのは           |
| 2022年9月9日   | ASTERISM《Animetic》                                              | 空に歌えば (InstruMetal version) |
| 2023年3月1日   | Aimer《escalate》                                                 | 命にふさわしい                   |
| 2023年3月29日  | ヰ世界情緒《CANDY LIVE 2》                                        | 古いSF映画                       |
| 2023年4月19日  | Raon《RA:ONLY vol.1》                                             | 季節は次々死んでいく             |
| 2023年8月2日   | 海蔵亮太《僕が死のうと思ったのは》                                | 僕が死のうと思ったのは           |
| 2023年10月18日 | 春猿火《CREAM PUFF LIVE 3》                                       | 季節は次々死んでいく             |

## 獲獎紀錄
- 「第14屆文化廳媒體藝術祭」娛樂部門優秀獎：《夏を待っていました（等待著夏天到來）（MV）》[197]
- 「SPACE SHOWER MUSIC AWARDS 2014」前50部優秀作品獲得提名：《穴を掘っている（我正挖著洞）》[198]
- 「Spikes Asia Festival of Creativity」數位創作部門金獎、數位部門銀獎、行動裝置部門銅獎、設計部門銅獎《朗読演奏実験空間 新言語秩序（朗讀演奏實驗空間 新言語秩序）》[199]
- 「ACC TOKYO CREATIVITY AWARDS」品牌宣傳部門金獎：《朗読演奏実験空間 新言語秩序（朗讀演奏實驗空間 新言語秩序）》[200]
- 「CLIO Entertainment 2019」Live Entertainment部門銀獎：《朗読演奏実験空間 新言語秩序（朗讀演奏實驗空間 新言語秩序）》[201]
- 「第23屆文化廳媒體藝術祭」娛樂部門優秀獎：《朗読演奏実験空間 新言語秩序（朗讀演奏實驗空間 新言語秩序）》[202]
- 「CLIO MUSIC」Design部門銀獎、Experience/Activation部門銅獎：《末法独唱 雨天決行》[203]

## 商業合作
| 標題                                     | 商業合作                                                                    | 時期   |
| ---------------------------------------- | --------------------------------------------------------------------------- | ------ |
| 爆弾の作り方（炸彈的作法）               | WeMade Online線上射擊遊戲《STING》宣傳曲                                    | 2010年 |
| アノミー（失序）                         | TBS電視劇《Heaven's Flower The Legend of Arcana》主題曲                     | 2011年 |
| ナモナキヒト（無名之人）                 | 日本電視台《音龍門》6月片尾曲                                               | 2012年 |
| ナモナキヒト（無名之人）                 | KBC電視台《V3》6月片尾曲                                                    | 2012年 |
| ジュブナイル（青春）                     | 東京電視台《ロック兄弟（搖滾兄弟）》3月片尾曲                               | 2013年 |
| 性善説                                   | 關西電視台《音エモン（OTOEMON）》4月"POWER PUSH!!"                          | 2013年 |
| 性善説                                   | 關西電視台《ミュージャック (mu-Jack)》4月片尾曲                             | 2013年 |
| 夜の歌（夜之歌）                         | 富士電視台《怪生伝 KESHOUDEN》第一章傘娘篇（試播版）片尾曲                  | 2013年 |
| 季節は次々死んでいく（季節接連逝去）     | 動畫《東京喰種√A》片尾曲                                                    | 2015年 |
| 自虐家のアリー（自虐家艾麗）             | COTODAMA「Lyric Speaker」合作曲                                             | 2015年 |
| スピードと摩擦（速度與摩擦）             | 富士電視台動畫《亂步奇譚 Game of Laplace》主題曲                            | 2015年 |
| 多数決（多數決）                         | SPACE SHOWER TV Collaboration STATION ID使用曲                              | 2016年 |
| ヒーロー（英雄）                         | 東京電視台日劇《銀と金（銀與金）》主題曲                                    | 2017年 |
| 命にふさわしい（與生命無違）             | 史克威爾艾尼克斯製作的PlayStation 4的遊戲《尼爾：自動人形》合作曲           | 2017年 |
| 空に歌えば（當我對天高歌）               | 讀賣電視台・日本電視台動畫《我的英雄學院》第2季OP2                          | 2017年 |
| フィロソフィー（哲學）                   | Dydo Drinco《Dydo BLEND COFFEE》「明日へのTRY」、「明日へのTEAM」篇廣告歌曲 | 2017年 |
| 月曜日（星期一）                         | 小學館BIG COMICS《月曜日の友達（星期一的朋友）》合作曲                      | 2018年 |
| たられば（如果的事）                     | T-JOY CO.,LTD發行的電影《青の帰り道（青色物語）》主題曲                     | 2018年 |
| さよならごっこ（假裝道別）               | 動畫《多羅羅》片尾曲                                                        | 2019年 |
| それを言葉という（我們將它稱作話語）     | COTODAMA「Lyric Speaker」合作曲                                             | 2019年 |
| 境界線                                   | 動畫《86—不存在的戰區—》第2季 主題曲                                        | 2021年 |
| 1.0                                      | 小學館BIG COMICS《地。-關於地球的運動-》往復書簡計畫「共同的語言」合作曲    | 2022年 |
| カシオピア係留所（仙后座停泊場）         | 小學館BIG COMICS《地。-關於地球的運動-》往復書簡計畫「共同的語言」合作曲    | 2022年 |
| アンチノミー（二律背反）                 | 動畫《尼爾：自動人形Ver1.1a》片尾曲                                         | 2023年 |
| スワイプ（滑動）                         | KADOKAWA・STAR SANDS發行的電影《ヴィレッジ（夜霧村莊）》合作曲              | 2023年 |
| この街で生きている（生活在這座城鎮之中） | SEA WAVE FM IWAKI《富田望生のすっぺったこっぺった》片尾曲                   | 2024年 |
| 痛覚（痛覺）                             | 動畫《青之驅魔師 終夜篇》主題曲                                             | 2025年 |

## MV

### 演唱會影片
| 公開日     | 標題                                                                                    |
| ---------- | --------------------------------------------------------------------------------------- |
| 2012/06/12 | LIVE「千年幸福論」                                                                      |
| 2014/10/31 | ひろ acoustic Live Ver.                                                                 |
| 2015/05/15 | 季節は次々死んでいく starlight Ver.                                                     |
| 2016/06/22 | Live Tour 2016 世界分岐二〇一六 『多数決』                                              |
| 2016/10/20 | 『虚無病』Live Ver.                                                                     |
| 2018/06/05 | 『隅田川』LIVE 理論武装解除 ver.                                                        |
| 2020/03/11 | 「そういう人になりたいぜ」 Acoustic                                                     |
| 2020/12/15 | 『令和二年』“A.D. 2020” Music Video \| Giant Buddha Projection Mapping                  |
| 2021/4/23  | 『馬鹿騒ぎはもう終わり』from Online Live 末法独唱 雨天決行                              |
| 2021/6/25  | 『ポルノ映画の看板の下で』 from amazarashi 10th anniversary live 「APOLOGIES 雨天決行」 |
| 2021/11/12 | 『境界線』@LIVE TOUR「ボイコット」                                                      |
| 2023/6/23  | 『火種』 at LIVE TOUR 2022 ロストボーイズ                                               |
| 2023/7/3   | 『スターライト』 at LIVE TOUR 2022 ロストボーイズ                                       |
| 2023/10/13 | 『僕が死のうと思ったのは』 at acoustic Live 騒々しい無人                                |
| 2024/6/13  | 『インヒューマンエンパシー』 at Live Tour 2023 永遠市                                   |
| 2025/1/16  | 『そういう人になりたいぜ』 at Acoustic Live 騒々しい無人 2024                           |
| 2025/1/29  | 『穴を掘っている』 at Acoustic Live 騒々しい無人 2024                                   |
| 2025/3/20  | 『独白』from LIVE 朗読演奏実験空間 新言語秩序                                           |